# Puig de Pastuira
El Puig de Pastuira és una muntanya de 2.354 metres que es troba entre els municipis de Setcases i Vilallonga de Ter al Ripollès, si bé els mapes de l'editorial Alpina i altres fonts han donat aquest nom al proper cim, més alt, que actualment l'ICC anomena les Borregues.